# Colluricincla megarhyncha
A Colluricincla megarhyncha a madarak osztályának verébalakúak (Passeriformes) rendjébe és a légyvadászfélék (Pachycephalidae) családjába tartozó faj.

## Rendszerezése
A fajt Jean René Constant Quoy és Joseph Paul Gaimard írták le 1830-ban, a Muscicapa nembe Muscicapa megarhyncha néven. Korábban a Myiolestes nembe helyezték Myiolestes megarhynchus néven.

## Alfajai
- Colluricincla megarhyncha aelptes Schodde & I. J. Mason, 1976
- Colluricincla megarhyncha affinis (G. R. Gray, 1862)
- Colluricincla megarhyncha aruensis (G. R. Gray, 1858)
- Colluricincla megarhyncha batantae (Meise, 1929)
- Colluricincla megarhyncha despecta (Rothschild & Hartert, 1903)
- Colluricincla megarhyncha discolor De Vis, 1890
- Colluricincla megarhyncha ferruginea (Hartert & Paludan, 1936)
- Colluricincla megarhyncha fortis (Gadow, 1883)
- Colluricincla megarhyncha goodsoni (Hartert, 1930)
- Colluricincla megarhyncha gouldii (G. R. Gray, 1858)
- Colluricincla megarhyncha griseata (G. R. Gray, 1858)
- Colluricincla megarhyncha hybridus (Meise, 1929)
- Colluricincla megarhyncha idenburgi (Rand, 1940)
- Colluricincla megarhyncha madaraszi (Rothschild & Hartert, 1903)
- Colluricincla megarhyncha maeandrina (Stresemann, 1921)
- Colluricincla megarhyncha megarhyncha (Quoy & Gaimard, 1830)
- Colluricincla megarhyncha melanorhyncha (A. B. Meyer, 1874)
- Colluricincla megarhyncha misoliensis (Meise, 1929)
- Colluricincla megarhyncha neos (Mayr, 1931)
- Colluricincla megarhyncha normani (Mathews, 1914)
- Colluricincla megarhyncha obscura (A. B. Meyer, 1874)
- Colluricincla megarhyncha palmeri (Rand, 1938)
- Colluricincla megarhyncha parvula Gould, 1845
- Colluricincla megarhyncha rufogaster Gould, 1845
- Colluricincla megarhyncha superflua (Rothschild & Hartert, 1912)
- Colluricincla megarhyncha synaptica Schodde & I. J. Mason, 1999
- Colluricincla megarhyncha tappenbecki Reichenow, 1898
- Colluricincla megarhyncha trobriandi (Hartert, 1896)[2]

## Előfordulása
Ausztrália északi és nyugati részén, Új-Guinea szigetén, Indonézia és Pápua Új-Guinea területén honos. Természetes élőhelyei a szubtrópusi és trópusi síkvidéki és hegyi esőerdők, valamint mangroveerők. Állandó, nem vonuló faj.

## Megjelenése
Testhossza 16,5–19 centiméter, testtömege 33–41 gramm.

## Életmódja
Gerinctelenekkel, főként rovarokkal, pókokkal, csigákkal, kisebb rákokkal táplálkozik, időnként magvakat és gyümölcsöket is fogyaszt.

## Természetvédelmi helyzete
Az elterjedési területe rendkívül nagy, egyedszáma viszont stabil. A Természetvédelmi Világszövetség Vörös listáján nem fenyegetett fajként szerepel.